# Přemysl Oráč
Přemysl Oráč je mytický český vládce, manžel kněžny Libuše a zakladatel nejstarší české vládnoucí dynastie Přemyslovců. Samotný mýtus duchovně odkazuje nejen na prastarou indoevropskou tradici vzniku „královského rodu“ člověka z „Pramysli“ („Přemysla“), ale též na chápání „vykřesané mysli“ coby vzniklé prostory umožňující úrodu – mysli, která sama vzniklá „kosmickou orbou“ také sama dále „oře“, tj. rozvírá temnou hmotu nevědění paprskem Světla.

## O Přemyslovi

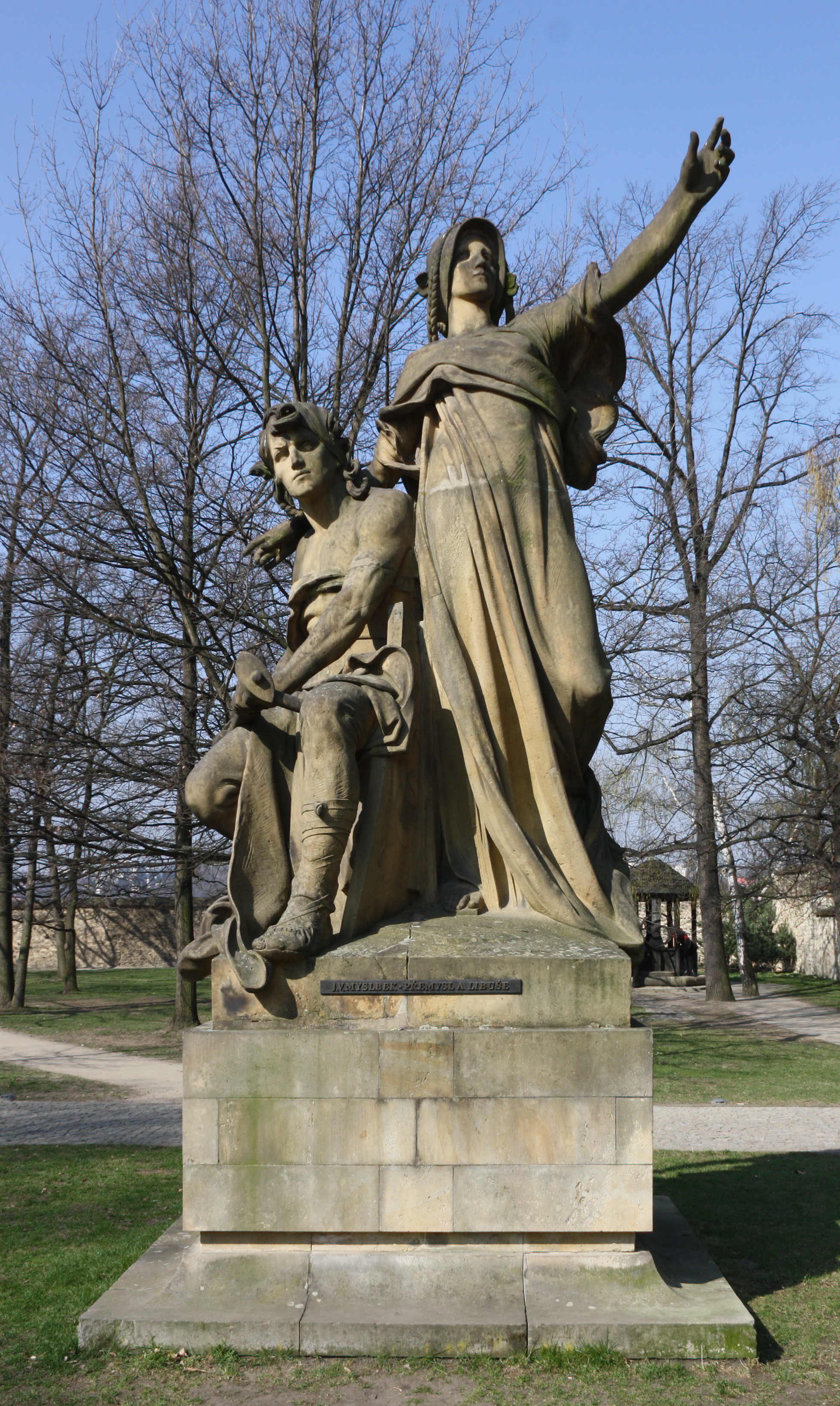
Přemysl a Libuše, Vyšehrad, autor: Josef Václav Myslbek (1881)

Pověst o kněžně Libuši a Přemyslu Oráčovi zachytil kronikář Kosmas na počátku 12. století. Dle ní byli muži nespokojeni s vládou kněžny Libuše a chtěli za vládce muže.
| „                                               | Zatím byli určeni poslové, aby tomu muži přednesli vzkaz své paní a lidu. Když paní viděla, že jaksi, neznajíce cesty, váhají, pravila: ‚Co váháte? Jděte bez starosti, sledujte mého koně, on vás povede pravou cestou a dovede zase zpět, neboť cestu tuto nejednou šlapal‘… Lichá se šíří pověst a zároveň mínění křivé o tom, že paní vždy za nočního ticha tu bájnou cestu na koni tam konávala a před kuropěním se vracívala; tomu však ať Žid Apella věří. | “ |
| — Kosmas, překlad Karel Hrdina, Melantrich 1947 | |   |

Přemysl byl povolán na knížecí stolec a oženil se s Libuší, podle Václava Hájka z Libočan kolem roku 650. Kosmas u nedoložených událostí rok neuvádí. Pověst zařadil mezi úvodní kapitoly, o kterých píše: „...A poněvadž se tyto věci zběhly za starodávna, ponecháváme čtenáři posouditi, zda se opravdu staly, či jsou smyšlené...“
Ve Stadicích tuto událost připomíná Přemyslův pomník z roku 1841. Knížecí pár pak měl, podle velmi pozdní tradice, tři syny: Nezamysla, Radobýla a Lidomíra.[zdroj?]

## Pověst a historie

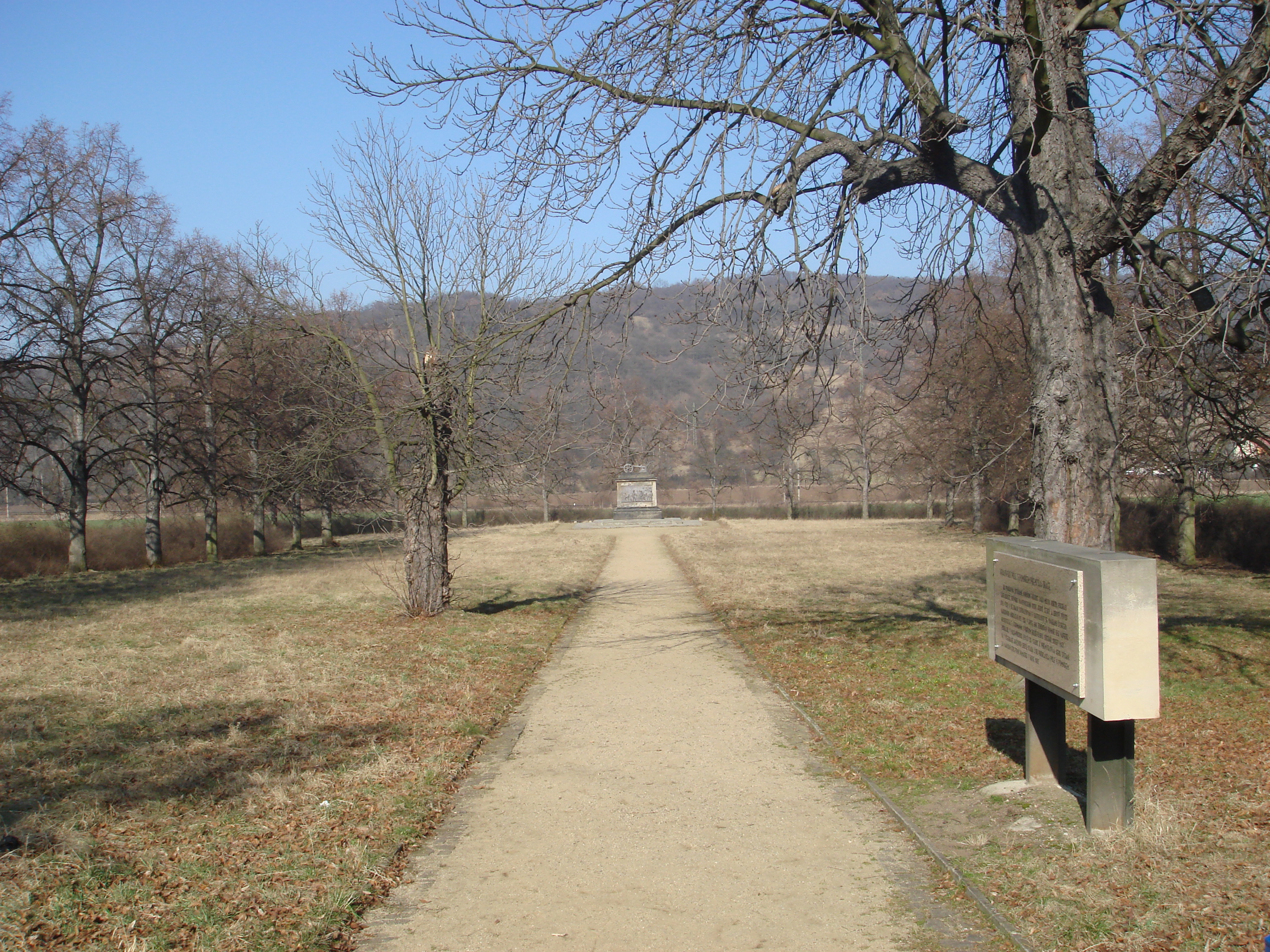
Královské pole s pomníkem Přemysla Oráče ve Stadicích

V předmluvě ke své kronice Kosmas říká, že nejstarší pověsti české poznal z vyprávění starců a že je převypravuje nikoli z touhy po lidské chvále, ale jen proto, aby neupadly v zapomnění. Hodnověrnost pověsti o Přemyslovi však není doložena žádnou konkrétní památkou, nejsou záznamy o státnických skutcích tzv. bájných knížat. Přesto pravděpodobně vycházel z určitých historicky potvrzených událostí.

### Pověsti o oráči jiných národů
Pověsti o oráči jako neurozeném zakladateli panovnického rodu se vyskytují i u jiných slovanských národů, například legendárního Piasta u polských Piastovců, a dokonce i u germánských Gótů (král Wamba). I legendární král Artuš bývá dáván do souvislosti s oráčem (což vyjadřuje latinské jméno Artorius). Obyčejného původu je i legendární čínský vznešený Šen-nung („Božský zemědělec“). V převážně pasteveckých společnostech však může mít negativní obraz. Tři odpůrci hrdiny Beowulfa ze staroanglického eposu Beowulf („Medvěd“/arktos), tedy Grendel (grendel znamená hřídel pluhu), jeho matka a drak, jsou považováni za potomky Kaina, oráče symbolizujícího zemědělství. V zemědělských společnostech je naopak zabit zemědělec (bůh plodnosti a úrody Usir, zabitý bratrem).

## Přemysl v Kristiánově legendě

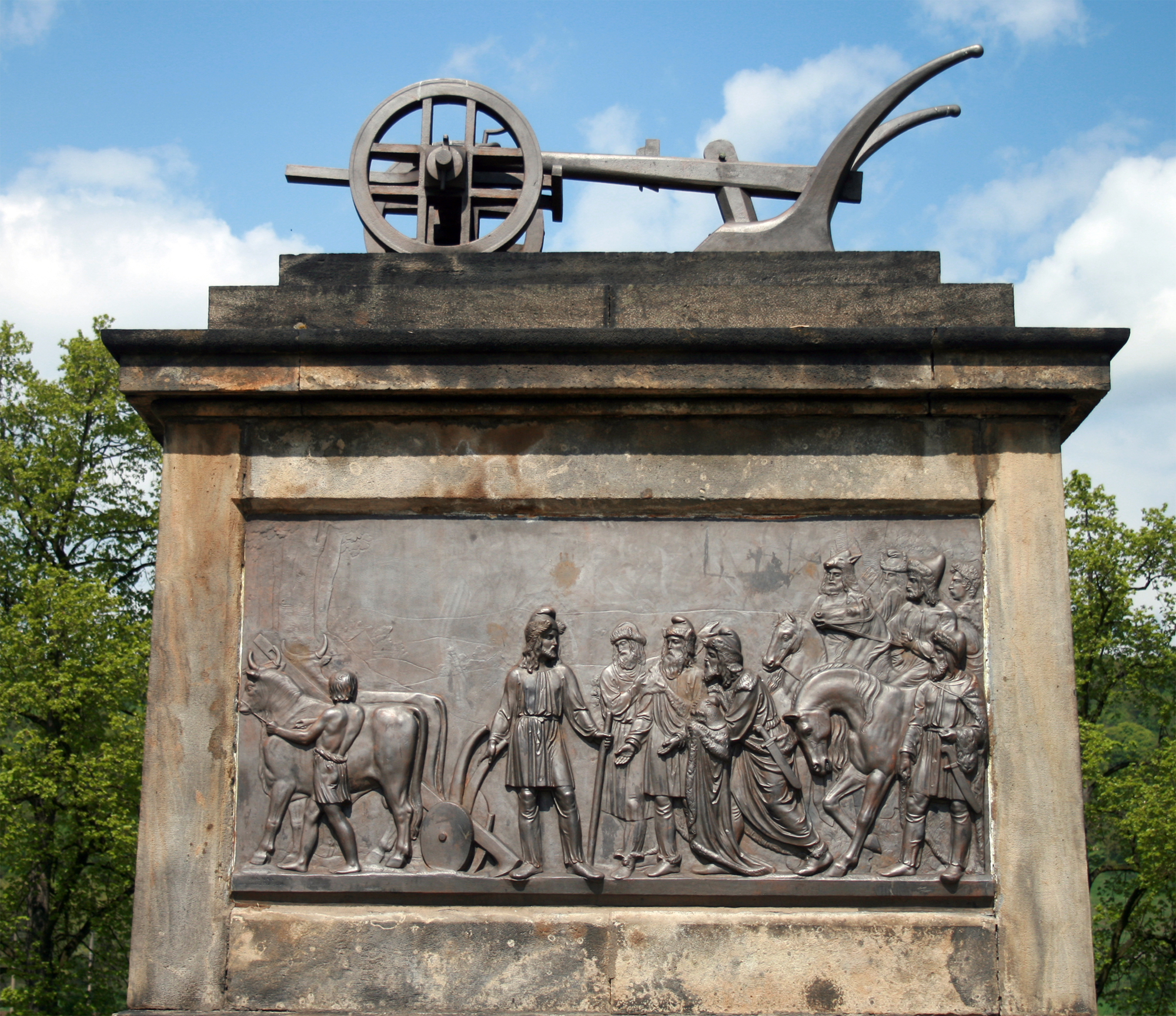
Pomník Přemysla Oráče ve Stadicích na Královském poli

Nejstarší zachycení pověsti nalezneme v Kristiánově legendě, ve velmi zjednodušené verzi, Přemysl je jmenován, ale Libuše je uvedena jen jako panna hadačka, a není uveden ani žádný jeho nástupce. Kristián je obvykle kladen do 10. století, a dokládal by tak původnost Kosmou zachycené pověsti. Někteří historici ho ovšem považovali za falzum ze 14. století. Nejnověji na obhajobu jeho pravosti vystoupil Dušan Třeštík.
| „                                                         | Ale Slované čeští, usazení pod samým Arkturem a oddaní modloslužbě, žili jako kůň neovládaný uzdou, bez zákona, bez knížete nebo vládce a bez města jako nerozumná zvířata, toliko širý kraj obývali. Konečně když byli postiženi zhoubným morem, obrátili se, jak pověst vypravuje, k nějaké hadačce se žádostí o dobrou radu a o věštecký výrok. A když jej obdrželi, založili hrad a dali mu jméno Praha. Potom nalezše nějakého velmi prozíravého a důmyslného muže, jenž se jenom orbou zabýval, jménem Přemysl, ustanovili si ho podle výroku hadaččina knížetem nebo vladařem, davše mu za manželku svrchu řečenou pannu hadačku. A když byli takto konečně vysvobozeni z rozličných ran morových, stavěli si v čelo po svrchu řečeném knížeti vládce neboli vévody z jeho potomstva, sloužíce vytvořeným a nečistým démonům a bujně slavíce oběti podle pohanských obyčejů, až nakonec vláda nad tou zemí připadla jednom z rodu těchto knížat, jménem Bořivojovi. | “ |
| — Kristiánova legenda, překlad Jaroslav Ludvíkovský, 1978 | |   |

## Ideologie
Jako zakladateli dynastie náležela v Čechách Přemyslovi veliká úcta. Na znamení svého původu čeští vládcové při nastolování a korunovacích obouvali jeho údajné lýčené střevíce a brali na rameno jeho mošnu. Tyto relikvie byly již od konce 11. století uchovávány v knížecí komoře na Vyšehradě a používaly se při korunovacích českých panovníků až po Václava IV. Byly patrně zničeny při dobytí Vyšehradu husity roku 1420, ale podle jiných zpráv je měl ve své sbírce kuriozit ještě Rudolf II. Nejstarší zobrazení pověsti je dochováno ve znojemské rotundě svaté Kateřiny, z 1. poloviny 12. století. Od této tradice se podle Kroniky tak řečeného Dalimila odchýlil jen král Václav I., který se styděl za svůj selský původ.